# Renault Ondelios
Der Renault Ondelios ist ein Konzeptfahrzeug von Renault, das auf der Pariser Motor Show im Jahre 2008 vorgestellt wurde.

## Motor
Der Ondelios ist ein Hybridfahrzeug und wird von einem 2.0 dCi-Vierzylinder-Turbodiesel mit 150 kW (205 PS) und zwei Elektromotoren mit jeweils 20 kW Leistung über ein Doppelkupplungs-Siebenstufen-Automatikgetriebe angetrieben. Die Elektromotoren sind in der Front und im Heck eingebaut und leisten zusammen 190 kW (258 PS). Für den Standardsprint von 0 auf 100 km/h benötigt er 7,8 Sekunden und verbraucht auf 100 Kilometer 4,5 Liter Diesel. Der CO2-Ausstoß liegt bei 120 g/km, der Luftwiderstand (Cw-Wert) bei 0,29.

## Innovation
Im Ondelios sind sechs Einzelsitze in drei Reihen eingebaut. Den Innenraum erreicht man durch zwei große Flügeltüren, die nach oben aufklappen. Unter der Windschutzscheibe befindet sich ein Bedienmenü, auf dem man die Bordkameras, die Auslastung der Hybridmodule sowie die Drehzahl überwachen kann. Der Tacho ist klassisch numerisch.
Über ein Handy und das verbaute Kommunikationssystem kann der Fahrer die schlüssellose Funktion "Handsfree" wahrnehmen. Diese dient dem Öffnen und Schließen sowie dem Starten des Motors. Nähert man sich dem Auto mit dem Handy, so fängt der Rhombus an zu leuchten.